# بازلت الفيضانات

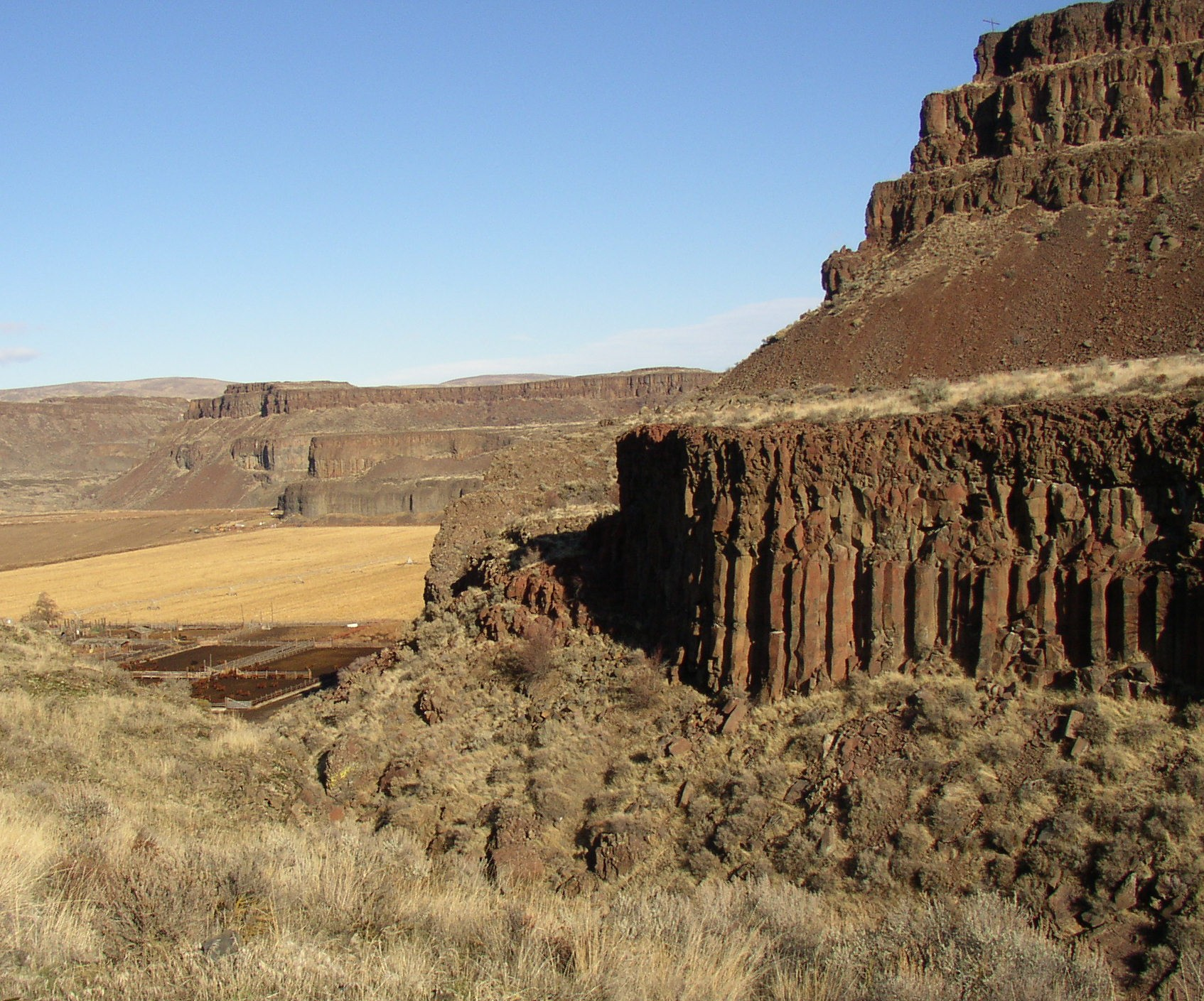
موزيس كوليه في الولايات المتحدة يظهر العديد من تدفقات بازلت الفيضانات لمجموعة بازلت نهر كولومبيا. البازلت العلوي عبارة عن روزا ميمبر، في حين أن الوادي السفلي يكشف بازلت فرنشمان إسبرنجز ميمبر

بازلت الفيضانات أو بازلت الاحتجاز هو نتيجة الثوران البركاني العنيف أو سلسلة من الثورانات التي تغطي نطاقات كبيرة وممتدة من الأراضي أو أرضيات المحيط بالحمم البازلتية. وقد ظهر بازلت الفيضانات على نطاقات قارية (الأقاليم النارية الكبرى) في عصر ما قبل التاريخ، مما يؤدي إلى خلق هضاب وسلاسل جبلية كبيرة. وقد ثار بازلت الفيضانات على فواصل زمنية عشوائية عبر التاريخ الجيولوجي وهي تعد بمثابة أدلة واضحة على أن الأرض تتعرض لأنشطة محسنة وليست في حالة مستقرة واحدة.
ومن بين التفسيرات المقترحة لبازلت الفيضانات أنها تنجم عن مجموعة من الصدوع القارية والذوبان الناجم عن الضغط بها، بالإضافة إلى سحابة العباءة التي تتعرض كذلك للذوبان الناجم عن الضغط، مما يؤدي إلى إنتاج كميات كبيرة من الصهارة البازلتية الثولية. وتكون درجة لزوجتها منخفضة للغاية، ولذلك فإنها «تفيض» ولا تكون براكين أطول. ومن التفسيرات الأخرى أنها تنجم عن التحرير، على مدار فترة زمنية قصيرة، للمادة الذائبة التي تراكمت في العباءة على مدار فترة زمنية طويلة.
مصاطب ديكان في وسط الهند، ومصاطب سيبيريا، وهضبة نهر كولومبيا في غرب أمريكا الشمالية هي المناطق التي يغطيها بازلت فيضانات ما قبل التاريخ. وأكبر حدثي فيضانات في التاريخ وقعا في إلديججا ولاكاجيجار، وكلاهما في أيسلندا. وأكبر منطقة بازلت فيضانات قارية وأكثرها خضوعًا للحفاظ على وجه الأرض هي جزء من إقليم ماكنزي البركاني الكبير في كندا. وتعد ماريا على القمر من بازلت الفيضانات الإضافي والأكثر كثافة. ويؤدي بازلت الفيضانات على قاع البحر إلى إنتاج الهضاب البحرية.
ويمكن أن يختلف السطح المغطى بثورة واحدة من 200 ألف كم مربع (كارو) حتى 1.500.000 كم مربع (مصاطب سيبيريا). ويمكن أن يختلف السمك من 2000 متر (مصاطب ديكان) إلى 12 ألف متر (بحيرة سوبيريور). وهي أصغر من الحجم الأصلي بسبب التآكل.

## وصف الصخور وتصنيفها

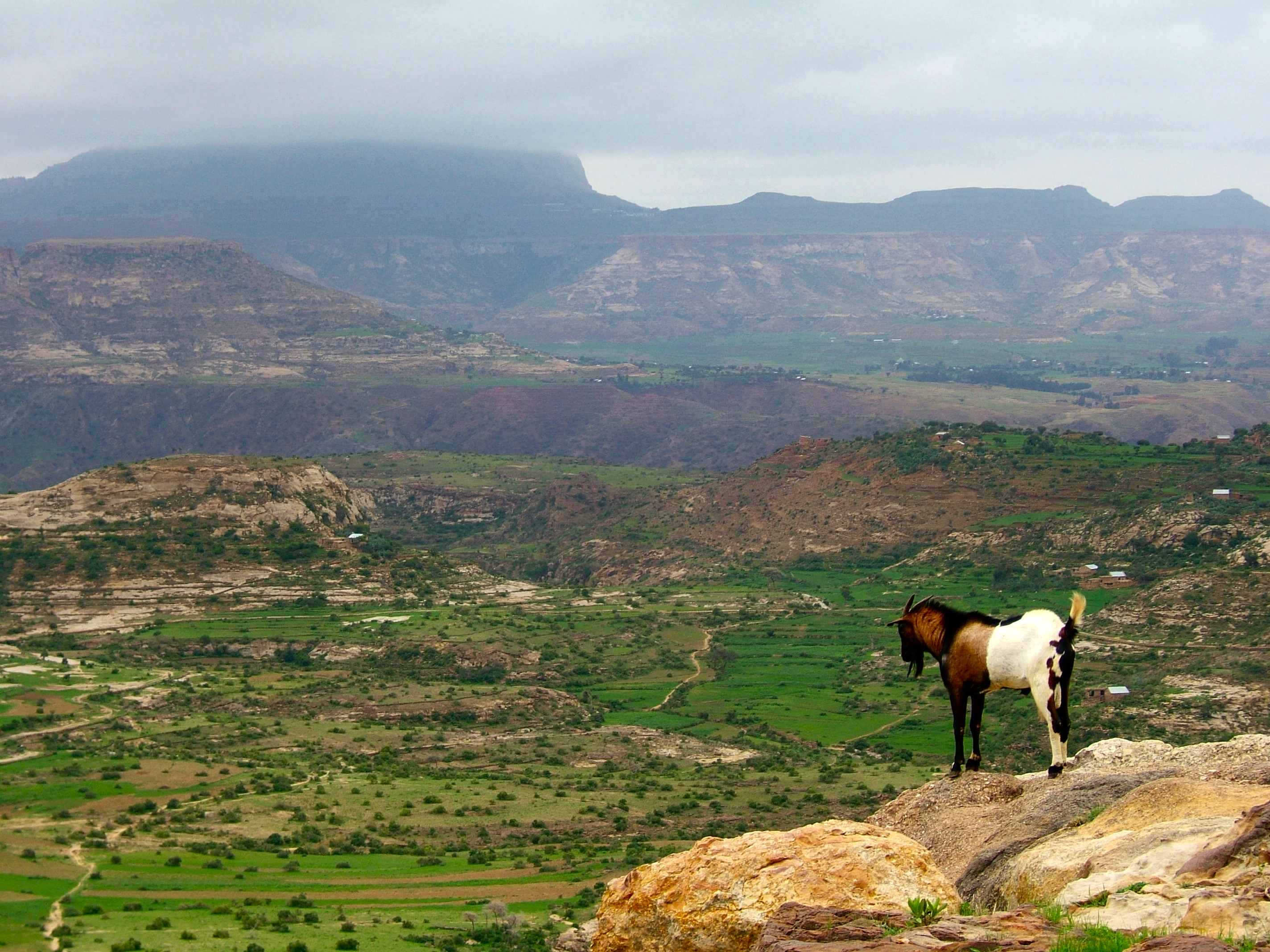
بازلت مرتفعات أثيوبيا

يحتوي بازلت الفيضانات على تركيبات الثوليت والأوليفين (حسب تصنيف يودر وتيلي). وتكوين البازلت من بارانا مشابه تمامًا لتكوين بازلت الفيضانات، وهو يحتوي على الفينوكريست الذي يضم حوالي 25% من حجم الصخور المحتبسة في الزجاج البركاني. وهذا الفينوكريست عبارة عن بيروكسين (أوجايت وبيجيونيت)، وبلاغيوكلاس، وبلور غير شفاف مثل تيتانو أكسيد الحديد الأسود أو إلمينيت، وفي بعض الأحيان بعض الأوليفين. وفي بعض الأحيان، تمت ملاحظة تواجد بعض المنتجات البركانية المميزة، مثل الأندزيت وداسايت وريوداسيت، ولكن بكميات صغيرة فقط أعلى غرف الصهارة السابقة.

## الهياكل
ينقسم بازلت الفيضانات تحت الجوي إلى نوعين:
- ذات السطح الناعم أو الملتوي : السطح المضغوط للغاية، البنية التقرحية (فقاعات الغاز) نادرة. وقد كان تفريغ الغازات أمرًا سهلاً (لم تؤدِ الصهارة المحتجزة عند درجات حرارة مرتفعة والمزيد من السوائل الموجودة في غرفة ذات حجم يحبس الضغوط إلى حبس الغازات في المادة المصهورة قبل الطرد). وهذه التدفقات من الحمم يمكن أن تشكل الأنهار تحت سطح الأرض، عندما تتواجد كسور وقنوات التفريغ، يمكن أن تصل تدفقات كبيرة للغاية إلى السطح.
- ومن خلال السطح الفوضوي : يكون فيضان البازلت غنيًا للغاية بفقاعات الغاز، مع كون السطح غير منتظم ومجزأ. وقد كان تفريغ الغازات أمرًا صعبًا (يتم طرد كمية أقل من الحمم السائلة من الصدع بدون وجود أي فرصة للتوسيع التقدمي في الغرفة الساخنة، وقد وقع تفريغ الغازات بالقرب من السطح حيث يكون التدفق قشرة تتشقق تحت تأثير ضغط الغازات الموجودة في التدفق ذاته وأثناء عمليات التبريد الأكثر سرعة).

في الهضبة الوسطى في أوفرن بفرنسا، يوجد مثال جيد على تدفق الحمم الفوضوي، والناجم عن الثورات من بوي دو لا فاش وبوي دو لاسولاس.